# Bébé le Strange
Bébé le Strange è il quinto album discografico in studio del gruppo musicale rock statunitense Heart, pubblicato nel febbraio 1980.

## Tracce
1. Bébé le Strange – 3:40
2. Down on Me – 4:45
3. Silver Wheels – 1:24
4. Break – 2:32
5. Rockin Heaven Down – 5:54
6. Even It Up – 5:10
7. Strange Night – 4:18
8. Raised on You – 3:21
9. Pilot – 3:18
10. Sweet Darlin – 3:17

## Gruppo
- Ann Wilson - voce, basso, chitarra, flauto
- Nancy Wilson - voce, chitarra, piano, mellotron, basso
- Howard Leese - chitarra, tastiere, synth, cori
- Michael Derosier - batteria, percussioni
- Steve Fossen - basso

## Classifiche
- Billboard 200 - #5[3]